# 11966 Plateau
A 11966 Plateau (ideiglenes jelöléssel 1994 PJ20) a Naprendszer kisbolygóövében található aszteroida. Eric Walter Elst fedezte fel 1994. augusztus 12-én.